# Heinrich Cordes
Heinrich Cordes (Altenhundem, 10 ottobre 1852 – Berlino, 24 aprile 1917) è stato un ingegnere, scrittore e compositore di scacchi tedesco.

## Biografia
Studiò a Paderborn e poi a Berlino, dove si laureò in  ingegneria ferroviaria. Dopo alcuni anni diventò un ispettore ferroviario a Elberfeld. Nel 1894 fu chiamato a Berlino dove fu nominato consigliere reale per le costruzioni ferroviarie e capo della principale officina ferroviaria di Grunewald.
Nel 1902, durante il collaudo di una locomotiva tra le stazioni di Charlottenburg e Grunewald, rimase coinvolto in un grave incidente in seguito al quale gli fu amputato il braccio destro.
Cordes era un forte solutore di problemi e studi di scacchi, vincitore di diversi tornei di soluzione. Occasionalmente si dedicò anche alla composizione, soprattutto di studi ma anche di problemi.
Fin da giovane Cordes era affascinato dalle storie leggendarie della regione del Sauerland nel Medioevo. Nella sua tenuta agricola (apparteneva a una famiglia di agricoltori) fece studi e ricerche approfondite per trovare storie inedite dei luoghi dove vissero i suoi antenati, che egli immaginava come un mondo mitico e misterioso. Raccolse le sue ricerche nel libro Sauerland, du Träumer (Paderborn, 1906), che ebbe una seconda edizione nel 1928 e una terza nel 1981.
Cordes era anche interessato ai paesi dell'estremo oriente asiatico. Scrisse il libro  Handelsstraßen und Wasserverbindungen von Hankau nach dem Inneren von China (Berlino,  Mittler und Sohn, 1899).
A Berlino gli è intitolata la Cordesstraße, una strada nel quartiere di Charlottenburg.
È noto per aver ideato il "tema Cordes", una combinazione nella quale un alfiere bianco, occupando una casa focale, crea una posizione di zugzwang che costringe la donna nera a schiodare un pedone per evitare all'alfiere di mattare. Questo tema fu poi ripreso da Amelung, Kaminer, Kasparyan, Rinck, Troitzky ed altri.
Un suo studio: 

|   | a | b | c | d | e | f | g | h |   |
| 8 | a5 alfiere del bianco · c5 pedone del nero · g5 pedone del nero · h5 pedone del nero · h4 re del nero · b3 pedone del bianco · e3 donna del nero · h3 pedone del bianco · f2 cavallo del bianco · g2 pedone del bianco · h1 re del bianco | a5 alfiere del bianco · c5 pedone del nero · g5 pedone del nero · h5 pedone del nero · h4 re del nero · b3 pedone del bianco · e3 donna del nero · h3 pedone del bianco · f2 cavallo del bianco · g2 pedone del bianco · h1 re del bianco | a5 alfiere del bianco · c5 pedone del nero · g5 pedone del nero · h5 pedone del nero · h4 re del nero · b3 pedone del bianco · e3 donna del nero · h3 pedone del bianco · f2 cavallo del bianco · g2 pedone del bianco · h1 re del bianco | a5 alfiere del bianco · c5 pedone del nero · g5 pedone del nero · h5 pedone del nero · h4 re del nero · b3 pedone del bianco · e3 donna del nero · h3 pedone del bianco · f2 cavallo del bianco · g2 pedone del bianco · h1 re del bianco | a5 alfiere del bianco · c5 pedone del nero · g5 pedone del nero · h5 pedone del nero · h4 re del nero · b3 pedone del bianco · e3 donna del nero · h3 pedone del bianco · f2 cavallo del bianco · g2 pedone del bianco · h1 re del bianco | a5 alfiere del bianco · c5 pedone del nero · g5 pedone del nero · h5 pedone del nero · h4 re del nero · b3 pedone del bianco · e3 donna del nero · h3 pedone del bianco · f2 cavallo del bianco · g2 pedone del bianco · h1 re del bianco | a5 alfiere del bianco · c5 pedone del nero · g5 pedone del nero · h5 pedone del nero · h4 re del nero · b3 pedone del bianco · e3 donna del nero · h3 pedone del bianco · f2 cavallo del bianco · g2 pedone del bianco · h1 re del bianco | a5 alfiere del bianco · c5 pedone del nero · g5 pedone del nero · h5 pedone del nero · h4 re del nero · b3 pedone del bianco · e3 donna del nero · h3 pedone del bianco · f2 cavallo del bianco · g2 pedone del bianco · h1 re del bianco | 8 |
| 7 | a5 alfiere del bianco · c5 pedone del nero · g5 pedone del nero · h5 pedone del nero · h4 re del nero · b3 pedone del bianco · e3 donna del nero · h3 pedone del bianco · f2 cavallo del bianco · g2 pedone del bianco · h1 re del bianco | a5 alfiere del bianco · c5 pedone del nero · g5 pedone del nero · h5 pedone del nero · h4 re del nero · b3 pedone del bianco · e3 donna del nero · h3 pedone del bianco · f2 cavallo del bianco · g2 pedone del bianco · h1 re del bianco | a5 alfiere del bianco · c5 pedone del nero · g5 pedone del nero · h5 pedone del nero · h4 re del nero · b3 pedone del bianco · e3 donna del nero · h3 pedone del bianco · f2 cavallo del bianco · g2 pedone del bianco · h1 re del bianco | a5 alfiere del bianco · c5 pedone del nero · g5 pedone del nero · h5 pedone del nero · h4 re del nero · b3 pedone del bianco · e3 donna del nero · h3 pedone del bianco · f2 cavallo del bianco · g2 pedone del bianco · h1 re del bianco | a5 alfiere del bianco · c5 pedone del nero · g5 pedone del nero · h5 pedone del nero · h4 re del nero · b3 pedone del bianco · e3 donna del nero · h3 pedone del bianco · f2 cavallo del bianco · g2 pedone del bianco · h1 re del bianco | a5 alfiere del bianco · c5 pedone del nero · g5 pedone del nero · h5 pedone del nero · h4 re del nero · b3 pedone del bianco · e3 donna del nero · h3 pedone del bianco · f2 cavallo del bianco · g2 pedone del bianco · h1 re del bianco | a5 alfiere del bianco · c5 pedone del nero · g5 pedone del nero · h5 pedone del nero · h4 re del nero · b3 pedone del bianco · e3 donna del nero · h3 pedone del bianco · f2 cavallo del bianco · g2 pedone del bianco · h1 re del bianco | a5 alfiere del bianco · c5 pedone del nero · g5 pedone del nero · h5 pedone del nero · h4 re del nero · b3 pedone del bianco · e3 donna del nero · h3 pedone del bianco · f2 cavallo del bianco · g2 pedone del bianco · h1 re del bianco | 7 |
| 6 | a5 alfiere del bianco · c5 pedone del nero · g5 pedone del nero · h5 pedone del nero · h4 re del nero · b3 pedone del bianco · e3 donna del nero · h3 pedone del bianco · f2 cavallo del bianco · g2 pedone del bianco · h1 re del bianco | a5 alfiere del bianco · c5 pedone del nero · g5 pedone del nero · h5 pedone del nero · h4 re del nero · b3 pedone del bianco · e3 donna del nero · h3 pedone del bianco · f2 cavallo del bianco · g2 pedone del bianco · h1 re del bianco | a5 alfiere del bianco · c5 pedone del nero · g5 pedone del nero · h5 pedone del nero · h4 re del nero · b3 pedone del bianco · e3 donna del nero · h3 pedone del bianco · f2 cavallo del bianco · g2 pedone del bianco · h1 re del bianco | a5 alfiere del bianco · c5 pedone del nero · g5 pedone del nero · h5 pedone del nero · h4 re del nero · b3 pedone del bianco · e3 donna del nero · h3 pedone del bianco · f2 cavallo del bianco · g2 pedone del bianco · h1 re del bianco | a5 alfiere del bianco · c5 pedone del nero · g5 pedone del nero · h5 pedone del nero · h4 re del nero · b3 pedone del bianco · e3 donna del nero · h3 pedone del bianco · f2 cavallo del bianco · g2 pedone del bianco · h1 re del bianco | a5 alfiere del bianco · c5 pedone del nero · g5 pedone del nero · h5 pedone del nero · h4 re del nero · b3 pedone del bianco · e3 donna del nero · h3 pedone del bianco · f2 cavallo del bianco · g2 pedone del bianco · h1 re del bianco | a5 alfiere del bianco · c5 pedone del nero · g5 pedone del nero · h5 pedone del nero · h4 re del nero · b3 pedone del bianco · e3 donna del nero · h3 pedone del bianco · f2 cavallo del bianco · g2 pedone del bianco · h1 re del bianco | a5 alfiere del bianco · c5 pedone del nero · g5 pedone del nero · h5 pedone del nero · h4 re del nero · b3 pedone del bianco · e3 donna del nero · h3 pedone del bianco · f2 cavallo del bianco · g2 pedone del bianco · h1 re del bianco | 6 |
| 5 | a5 alfiere del bianco · c5 pedone del nero · g5 pedone del nero · h5 pedone del nero · h4 re del nero · b3 pedone del bianco · e3 donna del nero · h3 pedone del bianco · f2 cavallo del bianco · g2 pedone del bianco · h1 re del bianco | a5 alfiere del bianco · c5 pedone del nero · g5 pedone del nero · h5 pedone del nero · h4 re del nero · b3 pedone del bianco · e3 donna del nero · h3 pedone del bianco · f2 cavallo del bianco · g2 pedone del bianco · h1 re del bianco | a5 alfiere del bianco · c5 pedone del nero · g5 pedone del nero · h5 pedone del nero · h4 re del nero · b3 pedone del bianco · e3 donna del nero · h3 pedone del bianco · f2 cavallo del bianco · g2 pedone del bianco · h1 re del bianco | a5 alfiere del bianco · c5 pedone del nero · g5 pedone del nero · h5 pedone del nero · h4 re del nero · b3 pedone del bianco · e3 donna del nero · h3 pedone del bianco · f2 cavallo del bianco · g2 pedone del bianco · h1 re del bianco | a5 alfiere del bianco · c5 pedone del nero · g5 pedone del nero · h5 pedone del nero · h4 re del nero · b3 pedone del bianco · e3 donna del nero · h3 pedone del bianco · f2 cavallo del bianco · g2 pedone del bianco · h1 re del bianco | a5 alfiere del bianco · c5 pedone del nero · g5 pedone del nero · h5 pedone del nero · h4 re del nero · b3 pedone del bianco · e3 donna del nero · h3 pedone del bianco · f2 cavallo del bianco · g2 pedone del bianco · h1 re del bianco | a5 alfiere del bianco · c5 pedone del nero · g5 pedone del nero · h5 pedone del nero · h4 re del nero · b3 pedone del bianco · e3 donna del nero · h3 pedone del bianco · f2 cavallo del bianco · g2 pedone del bianco · h1 re del bianco | a5 alfiere del bianco · c5 pedone del nero · g5 pedone del nero · h5 pedone del nero · h4 re del nero · b3 pedone del bianco · e3 donna del nero · h3 pedone del bianco · f2 cavallo del bianco · g2 pedone del bianco · h1 re del bianco | 5 |
| 4 | a5 alfiere del bianco · c5 pedone del nero · g5 pedone del nero · h5 pedone del nero · h4 re del nero · b3 pedone del bianco · e3 donna del nero · h3 pedone del bianco · f2 cavallo del bianco · g2 pedone del bianco · h1 re del bianco | a5 alfiere del bianco · c5 pedone del nero · g5 pedone del nero · h5 pedone del nero · h4 re del nero · b3 pedone del bianco · e3 donna del nero · h3 pedone del bianco · f2 cavallo del bianco · g2 pedone del bianco · h1 re del bianco | a5 alfiere del bianco · c5 pedone del nero · g5 pedone del nero · h5 pedone del nero · h4 re del nero · b3 pedone del bianco · e3 donna del nero · h3 pedone del bianco · f2 cavallo del bianco · g2 pedone del bianco · h1 re del bianco | a5 alfiere del bianco · c5 pedone del nero · g5 pedone del nero · h5 pedone del nero · h4 re del nero · b3 pedone del bianco · e3 donna del nero · h3 pedone del bianco · f2 cavallo del bianco · g2 pedone del bianco · h1 re del bianco | a5 alfiere del bianco · c5 pedone del nero · g5 pedone del nero · h5 pedone del nero · h4 re del nero · b3 pedone del bianco · e3 donna del nero · h3 pedone del bianco · f2 cavallo del bianco · g2 pedone del bianco · h1 re del bianco | a5 alfiere del bianco · c5 pedone del nero · g5 pedone del nero · h5 pedone del nero · h4 re del nero · b3 pedone del bianco · e3 donna del nero · h3 pedone del bianco · f2 cavallo del bianco · g2 pedone del bianco · h1 re del bianco | a5 alfiere del bianco · c5 pedone del nero · g5 pedone del nero · h5 pedone del nero · h4 re del nero · b3 pedone del bianco · e3 donna del nero · h3 pedone del bianco · f2 cavallo del bianco · g2 pedone del bianco · h1 re del bianco | a5 alfiere del bianco · c5 pedone del nero · g5 pedone del nero · h5 pedone del nero · h4 re del nero · b3 pedone del bianco · e3 donna del nero · h3 pedone del bianco · f2 cavallo del bianco · g2 pedone del bianco · h1 re del bianco | 4 |
| 3 | a5 alfiere del bianco · c5 pedone del nero · g5 pedone del nero · h5 pedone del nero · h4 re del nero · b3 pedone del bianco · e3 donna del nero · h3 pedone del bianco · f2 cavallo del bianco · g2 pedone del bianco · h1 re del bianco | a5 alfiere del bianco · c5 pedone del nero · g5 pedone del nero · h5 pedone del nero · h4 re del nero · b3 pedone del bianco · e3 donna del nero · h3 pedone del bianco · f2 cavallo del bianco · g2 pedone del bianco · h1 re del bianco | a5 alfiere del bianco · c5 pedone del nero · g5 pedone del nero · h5 pedone del nero · h4 re del nero · b3 pedone del bianco · e3 donna del nero · h3 pedone del bianco · f2 cavallo del bianco · g2 pedone del bianco · h1 re del bianco | a5 alfiere del bianco · c5 pedone del nero · g5 pedone del nero · h5 pedone del nero · h4 re del nero · b3 pedone del bianco · e3 donna del nero · h3 pedone del bianco · f2 cavallo del bianco · g2 pedone del bianco · h1 re del bianco | a5 alfiere del bianco · c5 pedone del nero · g5 pedone del nero · h5 pedone del nero · h4 re del nero · b3 pedone del bianco · e3 donna del nero · h3 pedone del bianco · f2 cavallo del bianco · g2 pedone del bianco · h1 re del bianco | a5 alfiere del bianco · c5 pedone del nero · g5 pedone del nero · h5 pedone del nero · h4 re del nero · b3 pedone del bianco · e3 donna del nero · h3 pedone del bianco · f2 cavallo del bianco · g2 pedone del bianco · h1 re del bianco | a5 alfiere del bianco · c5 pedone del nero · g5 pedone del nero · h5 pedone del nero · h4 re del nero · b3 pedone del bianco · e3 donna del nero · h3 pedone del bianco · f2 cavallo del bianco · g2 pedone del bianco · h1 re del bianco | a5 alfiere del bianco · c5 pedone del nero · g5 pedone del nero · h5 pedone del nero · h4 re del nero · b3 pedone del bianco · e3 donna del nero · h3 pedone del bianco · f2 cavallo del bianco · g2 pedone del bianco · h1 re del bianco | 3 |
| 2 | a5 alfiere del bianco · c5 pedone del nero · g5 pedone del nero · h5 pedone del nero · h4 re del nero · b3 pedone del bianco · e3 donna del nero · h3 pedone del bianco · f2 cavallo del bianco · g2 pedone del bianco · h1 re del bianco | a5 alfiere del bianco · c5 pedone del nero · g5 pedone del nero · h5 pedone del nero · h4 re del nero · b3 pedone del bianco · e3 donna del nero · h3 pedone del bianco · f2 cavallo del bianco · g2 pedone del bianco · h1 re del bianco | a5 alfiere del bianco · c5 pedone del nero · g5 pedone del nero · h5 pedone del nero · h4 re del nero · b3 pedone del bianco · e3 donna del nero · h3 pedone del bianco · f2 cavallo del bianco · g2 pedone del bianco · h1 re del bianco | a5 alfiere del bianco · c5 pedone del nero · g5 pedone del nero · h5 pedone del nero · h4 re del nero · b3 pedone del bianco · e3 donna del nero · h3 pedone del bianco · f2 cavallo del bianco · g2 pedone del bianco · h1 re del bianco | a5 alfiere del bianco · c5 pedone del nero · g5 pedone del nero · h5 pedone del nero · h4 re del nero · b3 pedone del bianco · e3 donna del nero · h3 pedone del bianco · f2 cavallo del bianco · g2 pedone del bianco · h1 re del bianco | a5 alfiere del bianco · c5 pedone del nero · g5 pedone del nero · h5 pedone del nero · h4 re del nero · b3 pedone del bianco · e3 donna del nero · h3 pedone del bianco · f2 cavallo del bianco · g2 pedone del bianco · h1 re del bianco | a5 alfiere del bianco · c5 pedone del nero · g5 pedone del nero · h5 pedone del nero · h4 re del nero · b3 pedone del bianco · e3 donna del nero · h3 pedone del bianco · f2 cavallo del bianco · g2 pedone del bianco · h1 re del bianco | a5 alfiere del bianco · c5 pedone del nero · g5 pedone del nero · h5 pedone del nero · h4 re del nero · b3 pedone del bianco · e3 donna del nero · h3 pedone del bianco · f2 cavallo del bianco · g2 pedone del bianco · h1 re del bianco | 2 |
| 1 | a5 alfiere del bianco · c5 pedone del nero · g5 pedone del nero · h5 pedone del nero · h4 re del nero · b3 pedone del bianco · e3 donna del nero · h3 pedone del bianco · f2 cavallo del bianco · g2 pedone del bianco · h1 re del bianco | a5 alfiere del bianco · c5 pedone del nero · g5 pedone del nero · h5 pedone del nero · h4 re del nero · b3 pedone del bianco · e3 donna del nero · h3 pedone del bianco · f2 cavallo del bianco · g2 pedone del bianco · h1 re del bianco | a5 alfiere del bianco · c5 pedone del nero · g5 pedone del nero · h5 pedone del nero · h4 re del nero · b3 pedone del bianco · e3 donna del nero · h3 pedone del bianco · f2 cavallo del bianco · g2 pedone del bianco · h1 re del bianco | a5 alfiere del bianco · c5 pedone del nero · g5 pedone del nero · h5 pedone del nero · h4 re del nero · b3 pedone del bianco · e3 donna del nero · h3 pedone del bianco · f2 cavallo del bianco · g2 pedone del bianco · h1 re del bianco | a5 alfiere del bianco · c5 pedone del nero · g5 pedone del nero · h5 pedone del nero · h4 re del nero · b3 pedone del bianco · e3 donna del nero · h3 pedone del bianco · f2 cavallo del bianco · g2 pedone del bianco · h1 re del bianco | a5 alfiere del bianco · c5 pedone del nero · g5 pedone del nero · h5 pedone del nero · h4 re del nero · b3 pedone del bianco · e3 donna del nero · h3 pedone del bianco · f2 cavallo del bianco · g2 pedone del bianco · h1 re del bianco | a5 alfiere del bianco · c5 pedone del nero · g5 pedone del nero · h5 pedone del nero · h4 re del nero · b3 pedone del bianco · e3 donna del nero · h3 pedone del bianco · f2 cavallo del bianco · g2 pedone del bianco · h1 re del bianco | a5 alfiere del bianco · c5 pedone del nero · g5 pedone del nero · h5 pedone del nero · h4 re del nero · b3 pedone del bianco · e3 donna del nero · h3 pedone del bianco · f2 cavallo del bianco · g2 pedone del bianco · h1 re del bianco | 1 |
|   | a | b | c | d | e | f | g | h |   |

 
 

Soluzione:
1. Ac7!  De1+  (se 1... Dxf2 segue 2. Rh2 g4 3. Ad8+ e vince)

2. Rh2  Dxf2

3. Ad6!  zugzwang  3... Df4+

4. g3+  Dxg3+  5. Axg3#